# Clathria membranacea
Clathria membranacea är en svampdjursart som först beskrevs av Thiele 1905.  Clathria membranacea ingår i släktet Clathria och familjen Microcionidae. Inga underarter finns listade i Catalogue of Life.